# Shanghai Golden Grand Prix

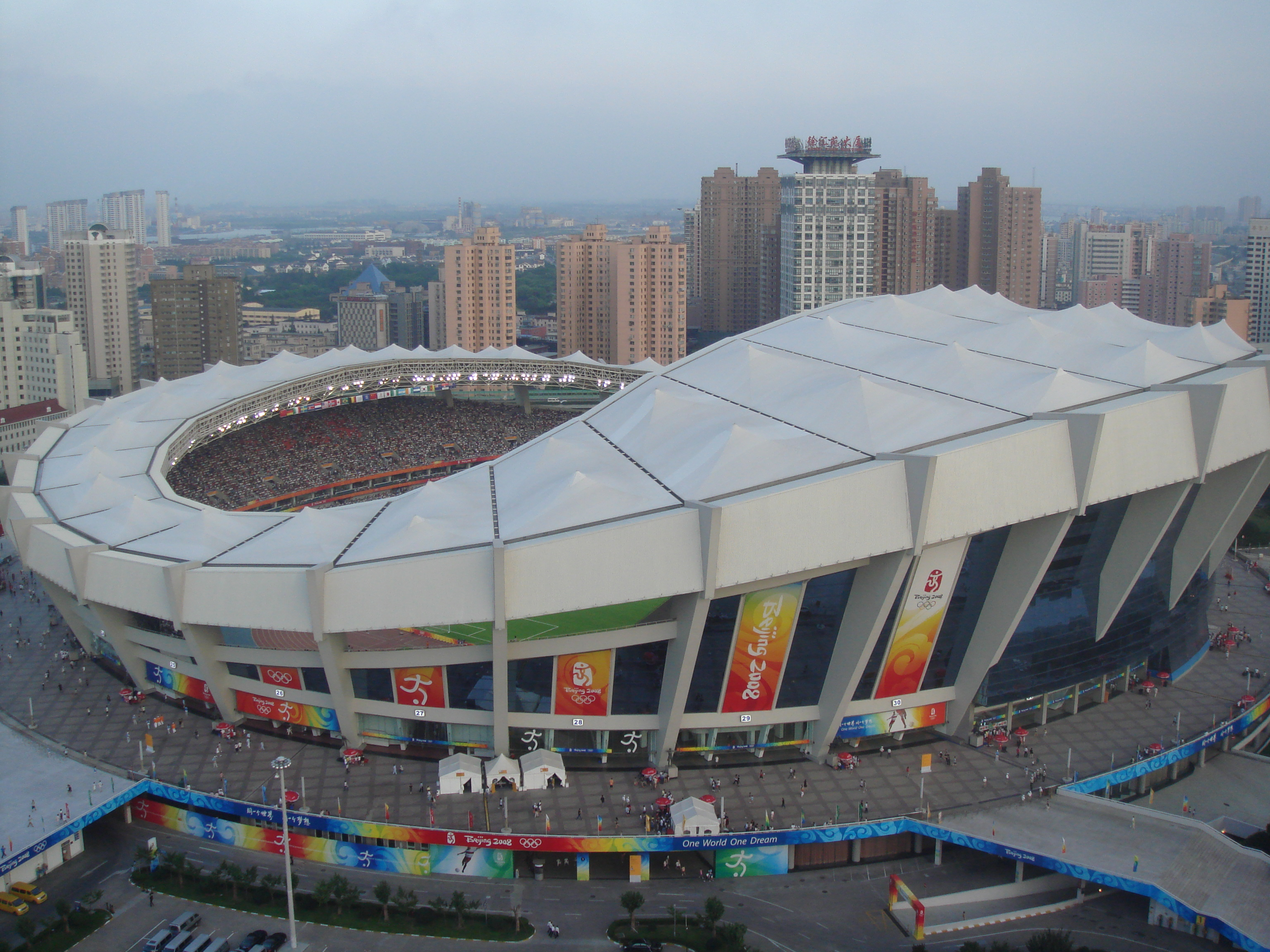
Das Shanghai-Stadion ist die Austragungsstätte des Shanghai Golden Grand Prix.

Der Shanghai Golden Grand Prix (chinesisch 上海国际田径黄金大奖赛) ist ein international bedeutendes Leichtathletik-Meeting, das seit 2005 jährlich im Shanghai-Stadion in Shanghai ausgetragen wird. Er gehört seit 2010 zur internationalen Wettkampfserie der Diamond League.

## Wettkampfbestleistungen

### Männer
| Art              | Rekord             | Athlet                 | Herkunft               | Datum              |
| ---------------- | ------------------ | ---------------------- | ---------------------- | ------------------ |
| 100 m            | 9,69 s (+2,0 m/s)  | Tyson Gay              | Vereinigte Staaten     | 20. September 2009 |
| 200 m            | 19,76 s (−0,8 m/s) | Usain Bolt             | Jamaika                | 23. Mai 2010       |
| 400 m            | 43,99 s            | Steven Gardiner        | Bahamas                | 12. Mai 2018       |
| 800 m            | 1:43,91 min        | Wycliffe Kinyamal      | Kenia                  | 12. Mai 2018       |
| 1500 m           | 3:31,42 min        | Nixon Kiplimo Chepseba | Kenia                  | 15. Mai 2011       |
| 3000 m           | 7:36,36 min        | Kenenisa Bekele        | Äthiopien              | 17. September 2005 |
| 5000 m           | 12:59,06 min       | Muktar Edris           | Äthiopien              | 14. Mai 2016       |
| 110 m Hürden     | 12,97 s (+0,4 m/s) | Xiang Liu              | Volksrepublik China    | 19. Mai 2012       |
| 400 m Hürden     | 47,27 s            | Abderrahman Samba      | Katar                  | 18. Mai 2019       |
| 3000 m Hindernis | 8:01,16 min        | Conseslus Kipruto      | Kenia                  | 18. Mai 2013       |
| Hochsprung       | 2,38 m             | Mutaz Essa Barshim     | Katar                  | 17. Mai 2015       |
| Stabhochsprung   | 5,92 m             | Renaud Lavillenie      | Frankreich             | 18. Mai 2014       |
| Weitsprung       | 8,61 m (+0,7 m/s)  | Luvo Manyonga          | Südafrika              | 13. Mai 2017       |
| Dreisprung       | 17,24 m (+0,7 m/s) | Phillips Idowu         | Vereinigtes Königreich | 19. Mai 2012       |
| Kugelstoßen      | 21,73 m            | Christian Cantwell     | Vereinigte Staaten     | 18. Mai 2014       |
| Diskuswurf       | 69,69 m            | Zoltán Kővágó          | Ungarn                 | 23. Mai 2010       |
| Speerwurf        | 89,21 m            | Ihab Abdelrahman       | Ägypten                | 18. Mai 2014       |

### Frauen
| Art              | Rekord             | Athletin                        | Herkunft            | Datum              |
| ---------------- | ------------------ | ------------------------------- | ------------------- | ------------------ |
| 100 m            | 10,64 s (+1,2 m/s) | Carmelita Jeter                 | Vereinigte Staaten  | 20. September 2009 |
| 200 m            | 22,06 s (−0,4 m/s) | Shaunae Miller-Uibo             | Bahamas             | 12. Mai 2018       |
| 400 m            | 49,63 s            | Novlene Williams-Mills          | Jamaika             | 23. September 2006 |
| 800 m            | 1:58,58 min        | Hasna Benhassi                  | Marokko             | 17. September 2005 |
| 1500 m           | 3:56,82 min        | Faith Kipyegon                  | Kenia               | 14. Mai 2016       |
| 5000 m           | 14:14,32 min       | Almaz Ayana                     | Äthiopien           | 17. Mai 2015       |
| 100 m Hürden     | 12,50 s            | Brianna McNeal                  | Vereinigte Staaten  | 12. Mai 2018       |
| 400 m Hürden     | 53,34 s            | Lashinda Demus                  | Vereinigte Staaten  | 23. Mai 2010       |
| 3000 m Hindernis | 9:04,53 min        | Beatrice Chepkoech              | Kenia               | 18. Mai 2019       |
| Hochsprung       | 2,02 m             | Blanka Vlašić                   | Kroatien            | 28. September 2007 |
| Stabhochsprung   | 4,85 m             | Jelena Gadschijewna Issinbajewa | Russland            | 20. September 2009 |
| Weitsprung       | 6,95 m (+0,7 m/s)  | Ivana Španović                  | Serbien             | 14. Mai 2016       |
| Dreisprung       | 14,89 m (+1,0 m/s) | Olga Rypakowa                   | Kasachstan          | 23. Mai 2010       |
| Kugelstoßen      | 20,70 m            | Nadseja Astaptschuk             | Belarus             | 23. Mai 2010       |
| Diskuswurf       | 70,88 m            | Sandra Perković                 | Kroatien            | 14. Mai 2016       |
| Speerwurf        | 66,89 m            | Lü Huihui                       | Volksrepublik China | 18. Mai 2019       |

## Jahresergebnisse

### 2015 Männer

#### 200 m
| Platz | Athlet           | Land | Zeit (s) |
| ----- | ---------------- | ---- | -------- |
| 1     | Alonso Edward    | PAN  | 22,33 SB |
| 2     | Julian Forte     | JAM  | 20,36    |
| 3     | Nickel Ashmeade  | JAM  | 20,44    |
| 4     | Rasheed Dwyer    | JAM  | 20,56    |
| 5     | Aaron Brown      | CAN  | 20,57    |
| 6     | Carvin Nkanata   | JAM  | 20,58    |
| 7     | Churandy Martina | NED  | 20,59 SB |
| 8     | Zhenye Xie       | CHN  | 20,65    |
| 9     | Karol Zalewski   | POL  | 20,83    |

Datum: 17. Mai
Windgeschwindigkeit: +1,1 m/s

#### 400 m
| Platz | Athlet          | Land | Zeit (s) |
| ----- | --------------- | ---- | -------- |
| 1     | Kirani James    | GRN  | 44,66    |
| 2     | Tony McQuay     | USA  | 45,54    |
| 3     | Lashawn Merritt | USA  | 45,58    |
| 4     | David Verburg   | USA  | 45,65    |
| 5     | Kevin Borlée    | BEL  | 45,74    |
| 6     | Isaac Makwala   | BOT  | 46,28    |
| 7     | Kind Butler     | USA  | 46,51    |
| 8     | Renny Quow      | TTO  | 46,65    |
| 9     | Chenbin Zhu     | CHN  | 47,30    |

Datum: 17. Mai,

#### 1500 m
| Platz | Athletin                    | Land | Zeit (min) |
| ----- | --------------------------- | ---- | ---------- |
| 1     | Silas Kiplagat              | KEN  | 3:35,29    |
| 2     | Hillary Cheruiyot Ngetich   | KEN  | 3:35,40    |
| 3     | Collins Cheboi              | KEN  | 3:35,46    |
| 4     | Ben Blankenship             | USA  | 3:35,48    |
| 5     | Robert Kiptoo Biwott        | KEN  | 3:35,75    |
| 6     | James Kiplagat Magut        | KEN  | 3:35,91    |
| 7     | Jakub Holuša                | CZE  | 3:35,98    |
| 8     | Ronald Musagala             | UGA  | 3:36,23    |
| 9     | Nixon Kiplimo Chepseba      | KEN  | 3:36,37    |
| 10    | Vincent Kibet               | KEN  | 3:36,80    |
| 11    | Mekonnen Gebremedhin        | ETH  | 3:42,14    |
| 12    | Lei Li                      | CHN  | 3:48,45    |
|       | Nicholas Kiplangat Kipkoech | KEN  | DNF        |
|       | Bram Som                    | NED  | DNF        |

Datum: 17. Mai

#### 110 m Hürden
| Platz | Athlet            | Land | Zeit (s) |
| ----- | ----------------- | ---- | -------- |
| 1     | David Oliver      | USA  | 13,17 SB |
| 2     | Orlando Ortega    | CUB  | 13,19 SB |
| 3     | Aries Merritt     | USA  | 13,25 SB |
| 4     | Ronnie Ash        | USA  | 13,29 SB |
| 5     | Sergei Schubenkow | RUS  | 13,35    |
| 6     | Wenjun Xie        | CHN  | 13,36    |
| 7     | Jason Richardson  | USA  | 13,42    |
| 8     | Andrew Riley      | JAM  | 13,71    |
| 9     | Ryan Wilson       | USA  | 13,85    |

Datum: 17. Mai
Windgeschwindigkeit: +0,4 m/s

#### 3000 m Hindernis
| Platz | Athletin               | Land | Zeit (min) |
| ----- | ---------------------- | ---- | ---------- |
| 1     | Jairus Kipchoge Birech | KEN  | 8:05,36 WL |
| 2     | Paul Kipsiele Koech    | KEN  | 8:11,39    |
| 3     | Conseslus Kipruto      | KEN  | 8:14,59    |
| 4     | Jonathan Muia Ndiku    | KEN  | 8:15,54    |
| 5     | Clement Kimutai Kemboi | KEN  | 8:16,22 PB |
| 6     | Brimin Kiprop Kipruto  | KEN  | 8:18,55    |
| 7     | Hillary Kipsang Yego   | KEN  | 8:19,86    |
| 8     | Abel Kiprop Mutai      | KEN  | 8:20,38    |
| 9     | Hamid Ezzine           | MAR  | 8:20,49 SB |
| 10    | Ilgizar Safiulin       | RUS  | 8:23,48    |
| 11    | Nicholas Kiptanui Bett | KEN  | 8:23,93 PB |
| 12    | Festus Kiprono         | KEN  | 8:26,24 PB |
| 13    | Benjamin Kiplagat      | UGA  | 8:29,83    |
| 14    | Barnabas Kipyego       | KEN  | 8:31,90    |
| 15    | Gilbert Kirui          | KEN  | 8:37,04    |
| 16    | Tao Yang               | CHN  | 9:11,63 SB |
|       | Víctor García          | ESP  | DNF        |
|       | Haron Lagat            | KEN  | DNF        |
|       | Bernard Nganga         | KEN  | DNF        |

Datum: 17. Mai

#### Hochsprung
| Platz | Athletin             | Land | Höhe (m)   |
| ----- | -------------------- | ---- | ---------- |
| 1     | Mutaz Essa Barshim   | QAT  | 2,38 WL MR |
| 2     | Bohdan Bondarenko    | UKR  | 2,32       |
| 3     | Zhang Guowei         | CHN  | 2,32       |
| 4     | Naoto Tobe           | JPN  | 2,29 SB    |
| 5     | Michael Matson       | CAN  | 2,25       |
| 6     | Jesse Williams       | USA  | 2,25 SB    |
| 7     | Jaroslav Bába        | CZE  | 2,20       |
| 7     | Erik Kynard          | USA  | 2,20       |
| 9     | Wojciech Theiner     | POL  | 2,20       |
| 9     | Wang Yu              | CHN  | 2,20       |
|       | Muamer Aissa Barsham | QAT  | NM         |

Datum: 17. Mai

#### Weitsprung
| Platz | Athletin                    | Land | Weite (m) |
| ----- | --------------------------- | ---- | --------- |
| 1     | Alexandr Menkow             | RUS  | 8,27      |
| 2     | Jeff Henderson              | USA  | 8,26      |
| 3     | Wang Jianan                 | CHN  | 8,25 PB   |
| 4     | Li Jinzhe                   | CHN  | 8,25      |
| 5     | Godfrey Khotso Mokoena      | RSA  | 8,11      |
| 6     | Huang Changzhou             | CHN  | 8,06      |
| 7     | Greg Rutherford             | GBR  | 8,05 SB   |
| 8     | Chris Tomlinson             | GBR  | 7,80 SB   |
| 9     | Damar Forbes                | JAM  | 7,52      |
|       | Mike Hartfield              | USA  | NM        |
|       | Luis Alberto Rivera Morales | MEX  | NM        |
|       | Ignisious Gaisah            | NED  | DNS       |

Datum: 17. Mai

#### Diskuswurf
| Platz | Athletin           | Land | Weite (m) |
| ----- | ------------------ | ---- | --------- |
| 1     | Piotr Małachowski  | POL  | 64,65     |
| 2     | Robert Urbanek     | POL  | 64,47 SB  |
| 3     | Vikas Gowda        | IND  | 63,90     |
| 4     | Martin Kupper      | EST  | 63,07     |
| 5     | Jason Morgan       | JAM  | 62,26     |
| 6     | Andrius Gudzius    | LTU  | 61,89     |
| 7     | Apostolos Parellis | CYP  | 61,77     |
| 8     | Erik Cadée         | NED  | 61,25     |
| 9     | Gerd Kanter        | EST  | 60,71     |
| 10    | Victor Hogan       | RSA  | 60,01     |

Datum: 17. Mai

### 2015 Frauen

#### 100 m
| Platz | Athletin                | Land | Zeit (s) |
| ----- | ----------------------- | ---- | -------- |
| 1     | B. Kagbare-Ighoteguonor | NGR  | 10,98 SB |
| 2     | Tori Bowie              | USA  | 11,07 SB |
| 3     | Michelle-Lee Ahye       | TTO  | 11,13    |
| 4     | Veronica Campbell-Brown | JAM  | 11,22    |
| 5     | Shelly-Ann Fraser-Pryce | JAM  | 11,25    |
| 6     | Muna Lee                | USA  | 11,48    |
| 7     | Yongli Wei              | CHN  | 11,51    |
| 8     | Schillonie Calvert      | JAM  | 11,53    |
| 9     | Yujia Tao               | CHN  | 11,68    |

Datum: 17. Mai
Windgeschwindigkeit: +0,9 m/s

#### 800 m
| Platz | Athletin            | Land | Zeit (min) |
| ----- | ------------------- | ---- | ---------- |
| 1     | Eunice Jepkoech Sum | KEN  | 2:00,28    |
| 2     | Malika Akkaoui      | MAR  | 2:00,73 SB |
| 3     | Janeth Jepkosgei    | KEN  | 2:01,14    |
| 4     | Molly Ludlow        | USA  | 2:01,31    |
| 5     | Jennifer Meadows    | GBR  | 2:01,37    |
| 6     | Angelika Cichocka   | POL  | 2:01,64    |
| 7     | Maryna Arsamassawa  | BLR  | 2:02,42    |
| 8     | Lenka Masná         | CZE  | 2:02,64    |
| 9     | Zhao Jing           | CHN  | 2:05,18    |
| 10    | Winnie Nanyondo     | UGA  | 2:08,48    |
|       | Yekaterina Kupina   | RUS  | DNF        |

Datum: 17. Mai

#### 5000 m
| Platz | Athletin              | Land | Zeit (min)      |
| ----- | --------------------- | ---- | --------------- |
| 1     | Almaz Ayana           | ETH  | 14:14,32 WL DLR |
| 2     | Viola Jelagat Kibiwot | KEN  | 14:40,32        |
| 3     | Senbere Teferi        | ETH  | 14:41,98 PB     |
| 4     | Alemitu Haroye        | ETH  | 14:43,28 PB     |
| 5     | Irene Jelagat         | KEN  | 14:55,49 PB     |
| 6     | Irine Cheptai         | KEN  | 14:58,40        |
| 7     | Magdalene Masai       | KEN  | 14:58,54 PB     |
| 8     | Perine Nengampi       | KEN  | 15:08,39 PB     |
| 9     | Gelete Burka          | ETH  | 15:14,39        |
| 10    | Birtukan Fente        | ETH  | 15:16,69 PB     |
| 11    | Alemitu Hawi          | ETH  | 15:17,52        |
| 12    | Stella Chesang        | UGA  | 15:25,01 PB     |
| 13    | Dera Dida             | ETH  | 15:38,86        |
| 14    | Changqin Ding         | CHN  | 15:41,28 SB     |
| 14    | Zhinxuan Li           | CHN  | 16:48,59        |
|       | Tamara Twerdostup     | UKR  | DNF             |
|       | Lydia Wafula          | KEN  | DNF             |

Datum: 17. Mai

#### 400 m Hürden
| Platz | Athlet           | Land | Zeit (s)  |
| ----- | ---------------- | ---- | --------- |
| 1     | Kaliese Spencer  | JAM  | 54,71 WL  |
| 2     | Tiffany Williams | USA  | 55,27 SB  |
| 3     | Cassandra Tate   | USA  | 55,68 =SB |
| 4     | Georganne Moline | USA  | 55,89     |
| 5     | Lashinda Demus   | USA  | 56,14 SB  |
| 6     | Kori Carter      | USA  | 56,47     |
| 7     | Xia Xiao         | CHN  | 57,61 SB  |
| 8     | Bianca Baak      | NED  | 57,67     |
| 9     | Dalilah Muhammad | USA  | 59,79     |

Datum: 17. Mai

#### Stabhochsprung
| Platz | Athletin               | Land | Höhe (m)   |
| ----- | ---------------------- | ---- | ---------- |
| 1     | Nikoleta Kyriakopoulou | GRE  | 4,73 WL NR |
| 2     | Ekaterini Stefanidi    | GRE  | 4,58       |
| 3     | Yarisley Silva         | CUB  | 4,58 SB    |
| 4     | Ling Ki                | CHN  | 4,48       |
| 5     | Alana Boyd             | AUS  | 4,38       |
| 6     | Silke Spiegelburg      | GER  | 4,38       |
| 7     | Mary Saxer             | USA  | 4,38 SB    |
| 8     | Tina Šutej             | SLO  | 4,38       |
| 9     | Katharina Bauer        | GER  | 4,28 SB    |
|       | April Bennett          | USA  | NM         |
|       | Huiqin Xu              | CHN  | NM         |

Datum: 17. Mai

#### Dreisprung
| Platz | Athlet            | Land | (m)      |
| ----- | ----------------- | ---- | -------- |
| 1     | Caterine Ibargüen | COL  | 14,85    |
| 2     | Olha Saladucha    | UKR  | 14,62    |
| 3     | Olga Rypakowa     | KAZ  | 14,38    |
| 4     | Kristin Gierisch  | GER  | 14,15    |
| 5     | Patrícia Mamona   | POR  | 13,94    |
| 6     | Li Yanmei         | CHN  | 13,83 SB |
| 7     | Rouguy Diallo     | FRA  | 13,80 SB |
| 8     | Irina Gumenjuk    | RUS  | 13,68    |
| 9     | Yosiris Urrutia   | COL  | 13,57    |
| 10    | Li Xiaohong       | CHN  | 13,41 SB |
| 11    | Katja Demut       | GER  | 12,96    |

Datum: 17. Mai

#### Kugelstoßen
| Platz | Athlet              | Land | (m)      |
| ----- | ------------------- | ---- | -------- |
| 1     | Lijiao Gong         | CHN  | 20,23 WL |
| 2     | Christina Schwanitz | GER  | 19,94    |
| 3     | Tia Brooks          | USA  | 18,66    |
| 4     | Tianqian Guo        | CHN  | 18,57 PB |
| 5     | Anita Márton        | HUN  | 18,57    |
| 6     | Cleopatra Borel     | TTO  | 18,32    |
| 7     | Yang Gao            | CHN  | 18,29    |
| 8     | Julija Leanzjuk     | BLR  | 18,00    |
| 9     | Felisha Johnson     | USA  | 17,91    |
| 10    | Brittany Smith      | USA  | 17,76    |

Datum: 17. Mai

#### Speerwurf
| Platz | Athlet                | Land | (m)      |
| ----- | --------------------- | ---- | -------- |
| 1     | Huihui Lu             | CHN  | 64,08 MR |
| 2     | Sunette Viljoen       | RSA  | 63,60    |
| 3     | Kimberley Mickle      | AUS  | 63,60    |
| 4     | Elizabeth Gleadle     | CAN  | 62,71    |
| 5     | Lingwei Li            | CHN  | 62,47    |
| 6     | Christina Obergföll   | GER  | 62,08    |
| 7     | Kara Winger           | USA  | 61,76    |
| 8     | Mariya Abakumova      | RUS  | 60,66 SB |
| 9     | Martina Ratej         | SLO  | 59,39    |
| 10    | Kathryn Mitchell      | AUS  | 59,37    |
| 11    | Hanna Hazko-Fedussowa | UKR  | 56,21    |

Datum: 17. Mai